# 瓜地亞納河
瓜地亚纳河（Guadiana），又名奥地亚纳河（Odiana），发源于西班牙的卡斯蒂利亚-拉曼恰，向西流经埃斯特雷马杜拉后折向南方，成为西班牙和葡萄牙的一条界河，分隔了西班牙的埃斯特雷马杜拉、安达卢西亚和葡萄牙的阿尔加维、阿尔加维，在西葡两国相邻的两座城市——西班牙的阿亚蒙特和葡萄牙的圣安东尼奥雷阿尔城之间注入加的斯湾。 瓜地亚纳河全长818公里，是伊比利亚半岛第四长的河流；其流域面积则达到了67,733平方公里，在西班牙位居第一。

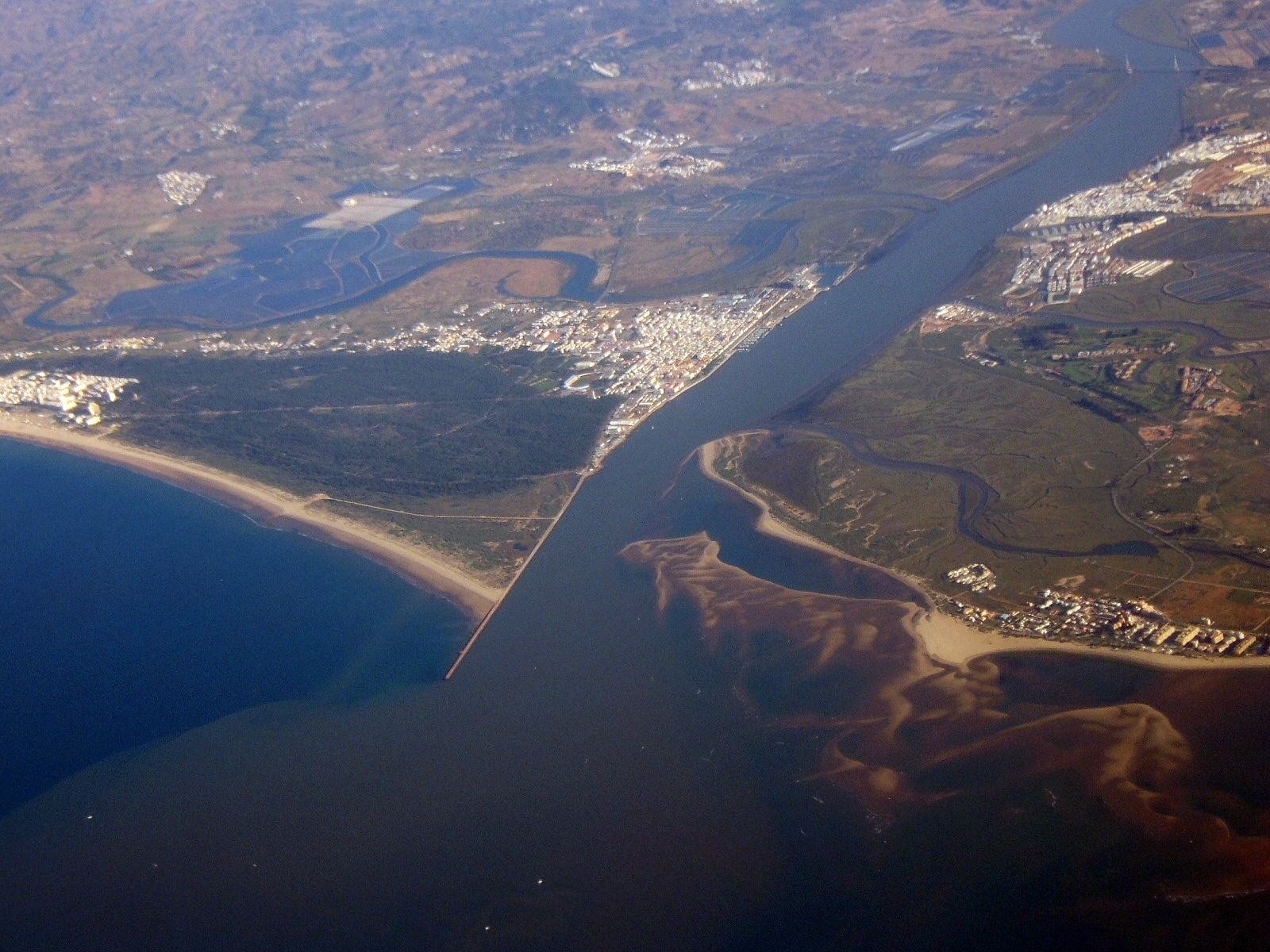
河口航空照，左方為葡萄牙，右方為西班牙